# Industry (Maine)
Industry è un comune della contea di Franklin, nello stato del Maine. Durante il censimento del 2000 vi si contava una popolazione di 790 unità.

## Geografia fisica
Secondo lo United States Census Bureau, il paese si estende su un'area di 31,2 miglia quadrate (80,8 km²), delle quali 30,0 (77,6 km²) sono classificate come land (terreni) e 1,2 (3,2 km² 3,94%) come water (acque interne).